# لويز راموس
لويز راموس هو متسابق يخت برازيلي، ولد في 24 ديسمبر 1929.

## وصلات خارجية
- لويز راموس على موقع أوليمبيديا (الإنجليزية)